# Kør-med-bænk
 Der er for få eller ingen kildehenvisninger i denne artikel, hvilket er et problem. Du kan hjælpe ved at angive troværdige kilder til de påstande, som fremføres i artiklen.

En Kør-med-bænk er en bænk, hvor borgere kan signalisere for forbifarende at de gerne ville blive taget med. De ventende kan ved hjælp af forskellige skilte vise bilisterne, hvor rejsen skal gå hen. Kør-med-bænke er et supplement til den kollektive trafik især i landområderne. Formålet er at øge mobiliteten og skåne ressourcerne.
Et sådan opsamlingssted uden bænk kan også kaldes blafferstoppested eller blaffer-station.